# Npj 2D Materials and Applications
npj 2D Materials and Applications è una rivista scientifica ad accesso aperto, sottoposta a revisione paritaria e pubblicata dalla Nature Publishing Group. Si concentra sui materiali 2D (come i film sottili), descrivendone il comportamento fondamentale, la sintesi, le proprietà e le applicazioni.
Secondo il Journal Citation Reports, nel 2022 npj 2D Materials and Applications ha avuto un fattore di impatto pari a 9,7. L'attuale caporedattore è Andras Kis (École Polytechnique Fédérale de Lausanne).

## Fonalità
npj 2D Materials and Applications pubblica articoli, brevi comunicazioni, commenti, questioni emergenti, prospettive ed editoriali sui materiali 2D nella loro interezza, compresi il comportamento fondamentale, la sintesi, le proprietà e le applicazioni. I materiali specifici di interesse includeranno, ma non sono limitati a:
- materiali 2D in tutte le loro forme: grafene, dicalcogenuri di metalli di transizione, fosforene e sistemi molecolari, compresi allotropi e composti rilevanti, e materiali topologici
- comprensione fondamentale della loro scienza di base
- sintesi mediante approcci fisici e chimici
- comportamento e proprietà: elettronica, magnetica, spintronica, fotonica, meccanica, anche in eterostrutture e altre architetture
- applicazioni: sensori, memoria, elettronica ad alta frequenza, raccolta e stoccaggio di energia, elettronica flessibile, trattamento delle acque, biomedicina, gestione termica.